# Lei Volkswagen
A Lei Volkswagen é um conjunto de leis federais alemãs (originalmente da Alemanha Ocidental) promulgadas em 1960, regulando a privatização da Volkswagenwerk GmbH no Grupo Volkswagen. A fim de manter o controle do governo na empresa privada, estipulou que os votos nas principais resoluções da assembleia de acionistas exigem 4/5 (80%) de acordo. Esta parte da lei foi considerada uma violação do princípio da "livre circulação de capitais" do direito societário da União Europeia. Após uma série de contestações de 2007 a 2013, o parlamento alemão finalmente alterou a parte em 2013 para satisfação do Tribunal de Justiça da UE.